# غابات ميسيسيبي المنخفضة

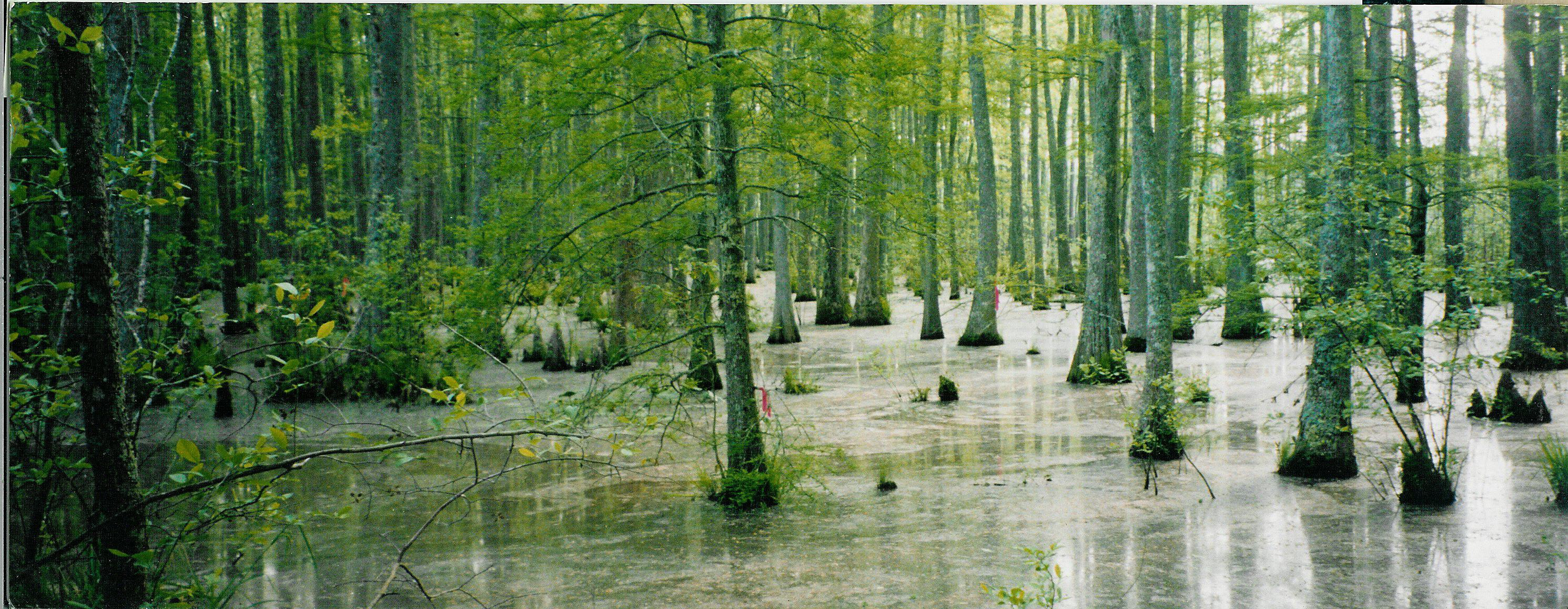
مستنقع شمال ميسيسيبي

غابات ميسيسيبي المنخفضة (بالإنجليزية: Mississippi lowland forests)‏ هي غابات معتدلة عريضة الأوراق ومختلطة الأوراق ومختلطة، وتعتبر منطقة بيئية في شرق الولايات المتحدة، وتغطي مساحتها 112300 كيلومتر مربع (43400 ميل مربع).